# Indianapolis 500 2008
Indianapolis 500 2008 var ett race som kördes den 25 maj 2008 på Indianapolis Motor Speedway. Scott Dixon blev den förste nyzeeländske föraren att vinna tävlingen.

## Startgrid
| Plats | Förare            | Team                     | Fart (mph) |
| ----- | ----------------- | ------------------------ | ---------- |
| 1     | Scott Dixon       | Chip Ganassi Racing      | 226.366    |
| 2     | Dan Wheldon       | Chip Ganassi Racing      | 226.110    |
| 3     | Ryan Briscoe      | Team Penske              | 226.080    |
| 4     | Hélio Castroneves | Team Penske              | 225.733    |
| 5     | Danica Patrick    | Andretti Green Racing    | 225.197    |
| 6     | Tony Kanaan       | Andretti Green Racing    | 224.794    |
| 7     | Marco Andretti    | Andretti Green Racing    | 224.417    |
| 8     | Vitor Meira       | Panther Racing           | 224.346    |
| 9     | Hideki Mutoh      | Andretti Green Racing    | 223.887    |
| 10    | Ed Carpenter      | Vision Racing            | 223.835    |
| 11    | Tomas Scheckter   | Luczo-Dragon Racing      | 223.496    |
| 12    | Townsend Bell     | Dreyer & Reinbold Racing | 222.539    |
| 13    | Graham Rahal      | Newman/Haas/Lanigan      | 222.531    |
| 14    | Darren Manning    | A.J. Foyt Enterprises    | 222.430    |
| 15    | Bruno Junqueira   | Dale Coyne Racing        | 222.330    |
| 16    | Justin Wilson     | Newman/Haas/Lanigan      | 222.267    |
| 17    | Buddy Rice        | Dreyer & Reinbold Racing | 222.101    |
| 18    | Davey Hamilton    | Vision Racing            | 222.017    |
| 19    | Alex Lloyd        | Rahal Letterman Racing   | 221.788    |
| 20    | Ryan Hunter-Reay  | Rahal Letterman Racing   | 221.579    |
| 21    | John Andretti     | Roth Racing              | 221.550    |
| 22    | Sarah Fisher      | Sarah Fisher Racing      | 221.446    |
| 23    | Will Power        | KV Racing Technology     | 221.336    |
| 24    | Jeff Simmons      | A.J. Foyt Enterprises    | 221.103    |
| 25    | Oriol Servià      | KV Racing Technology     | 220.767    |
| 26    | Ernesto Viso      | HVM Racing               | 220.356    |
| 27    | Milka Duno        | HVM Racing               | 220.305    |
| 28    | Mário Moraes      | Dale Coyne Racing        | 219.716    |
| 29    | Enrique Bernoldi  | Conquest Racing          | 219.422    |
| 30    | Jaime Câmara      | Conquest Racing          | 219.345    |
| 31    | A.J. Foyt IV      | Vision Racing            | 219.184    |
| 32    | Buddy Lazier      | Hemelgarn Racing         | 219.015    |
| 33    | Marty Roth        | Roth Racing              | 218.965    |

Följande förare missade att kvala in
- Roger Yasukawa
- Mario Domínguez
- Max Papis

## Raceresultat
| Plats | Förare            | Team                     | Grid |
| ----- | ----------------- | ------------------------ | ---- |
| 1     | Scott Dixon       | Chip Ganassi Racing      | 1    |
| 2     | Vitor Meira       | Panther Racing           | 8    |
| 3     | Marco Andretti    | Andretti Green Racing    | 7    |
| 4     | Hélio Castroneves | Team Penske              | 4    |
| 5     | Ed Carpenter      | Vision Racing            | 10   |
| 6     | Ryan Hunter-Reay  | Rahal Letterman Racing   | 20   |
| 7     | Hideki Mutoh      | Andretti Green Racing    | 9    |
| 8     | Buddy Rice        | Dreyer & Reinbold Racing | 17   |
| 9     | Darren Manning    | A.J. Foyt Enterprises    | 14   |
| 10    | Townsend Bell     | Dreyer & Reinbold Racing | 12   |
| 11    | Oriol Servià      | KV Racing Technology     | 25   |
| 12    | Dan Wheldon       | Chip Ganassi Racing      | 2    |
| 13    | Will Power        | KV Racing Technology     | 23   |
| 14    | Davey Hamilton    | Vision Racing            | 18   |
| 15    | Enrique Bernoldi  | Conquest Racing          | 15   |
| 16    | John Andretti     | Roth Racing              | 21   |
| 17    | Buddy Lazier      | Hemelgarn Racing         | 32   |
| 18    | Mário Moraes      | Dale Coyne Racing        | 28   |
| 19    | Milka Duno        | Dreyer & Reinbold Racing | 27   |
| 20    | Bruno Junqueira   | Dale Coyne Racing        | 15   |
| 21    | A.J. Foyt IV      | Vision Racing            | 31   |
| bröt  | Danica Patrick    | Andretti Green Racing    | 5    |
| bröt  | Ryan Briscoe      | Team Penske              | 3    |
| bröt  | Tomas Scheckter   | Luczo-Dragon Racing      | 11   |
| bröt  | Alex Lloyd        | Rahal Letterman Racing   | 19   |
| bröt  | Ernesto Viso      | HVM Racing               | 26   |
| bröt  | Justin Wilson     | Newman/Haas/Lanigan      | 16   |
| bröt  | Jeff Simmons      | A.J. Foyt Enterprises    | 24   |
| bröt  | Tony Kanaan       | Andretti Green Racing    | 6    |
| bröt  | Sarah Fisher      | Sarah Fisher Racing      | 22   |
| bröt  | Jaime Câmara      | Conquest Racing          | 30   |
| bröt  | Marty Roth        | Roth Racing              | 33   |
| bröt  | Graham Rahal      | Newman/Haas/Lanigan      | 13   |